# Marcel Denis (atleet)
Marcel Denis (24 maart 1920) is een Belgische voormalige atleet, die gespecialiseerd was in het hink-stap-springen, het discuswerpen en de tienkamp. Hij werd viermaal Belgisch kampioen.

## Biografie
Denis verbeterde in 1946 het één week oude Belgische record discuswerpen van Roger Verhas naar 42,74 m. Het record werd twee weken later opnieuw verbeterd, eerst door Roger Verhas en daarna door Raymond Kintziger.
Denis behaalde in 1946, 1948 en 1949 de Belgische titel in het hink-stap-springen. In 1950 werd hij Belgisch kampioen tienkamp.
Denis was aangesloten bij Racing Club Brussel.

## Belgische kampioenschappen
| Onderdeel          | Jaar             |
| ------------------ | ---------------- |
| hink-stap-springen | 1946, 1948, 1949 |
| tienkamp           | 1950             |

## Persoonlijke records
| Onderdeel          | Prestatie       | Datum        | Plaats |
| ------------------ | --------------- | ------------ | ------ |
| hink-stap-springen | 14,06 m         |              |        |
| discuswerpen       | 42,74 m (ex-NR) | 14 juli 1946 | Vorst  |
| tienkamp           | 5490 p          |              |        |

## Palmares

### hink-stap-springen
- 1941:  BK AC - 12,50 m

- 1946:  BK AC - 13,715 m
- 1948:  BK AC - 13,36 m
- 1949:  BK AC - 13,75 m
- 1950:  BK AC - 12,78 m

### discuswerpen
- 1942:  BK AC - 36,81 m
- 1943:  BK AC - 38,625 m
- 1947:  BK AC - 40,44 m

### tienkamp
- 1949:  BK AC - 5472 p
- 1950:  BK AC - 5400 p